# Declieuxia diamantinae
Declieuxia diamantinae är en måreväxtart som beskrevs av Joseph Harold Kirkbride. Declieuxia diamantinae ingår i släktet Declieuxia och familjen måreväxter. Inga underarter finns listade i Catalogue of Life.